# Dededo
Dededo (em Chamorro: Dedidu) é uma cidade da ilha de Guam (às vezes pronunciado Guão ou Guame), um território norte-americano na Micronésia. É a cidade mais populosa do território, com 44 943 habitantes em 2010, de acordo com o United States Census Bureau. Situa-se no planalto do coral, ao norte de Guam.

## Etimologia
Não se sabe ao certo a origem do nome "Dededo". Especula-se que seja derivado da palavra chamorro "dedeggo" que, por sua vez, significa duas polegadas. Também pode ser que a palavra seja uma modificação da palavra dedeiggo, significando "calcanhar do pé," ou deggo, que se refere às pontas dos pés. Situa-se no planalto do coral, ao norte de Guam.

## História
A história de Dededo é complicada pelo fato de que os limites da aldeia mudaram consideravelmente durante o século XX. Durante o início do período da dominação norte-americana, a metade norte da atual cidade pertencia à aldeia de Machanao. A maior parte da área territorial da aldeia Machanao deu lugar à Base Aérea de Andersen e a Estação de Comunicação Naval. Anos mais tarde, ambas construções passaram a integrar a área urbana de Dededo. A aldeia de Dededo estendeu-se mais ao sul, passando a incluir em seus limites as aldeias de Tamuning, Tumon e Harmon. A aldeia de Harmon transformou-se no centro da cidade de Dededo, abrigando atualmente alguns poucos prédios, entre estes, o edifício San Miguel Brewery.
A cidade, de fato, foi desenvolvendo e transformando-se num centro urbano após o início do século XX. Uma área de fazendas amplamente espalhadas localizava-se no que é hoje o Parque Industrial Harmon. Entre os produtos produzidos por estas propriedades, à época, estavam madeira, frutas, legumes e carne. A pesca também desempenhou um papel importante no desenvolvimento da vila de Dededo. Uma escola foi construída no centro da vila, chamada de Padre San Vitores School, inaugurada em 1929. Além da escola, a Igreja de Santa Bárbara também foi construída nas proximidades da atual Harmon. Havia também, duas lojas que serviam à população, onde se podia trocar produtos agrícolas, especialmente copra, por outros diversos produtos vindos de países continentais próximos e dos Estados Unidos. Em 1941, com a eclosão da Segunda Guerra Mundial, 1 529 habitantes viviam em Dededo e áreas circundantes, como Tumon e Tamuning.
Surpreendentemente, a aldeia de Dededo não foi afetada pela Segunda Guerra Mundial, como algumas cidades e localidades de arquipélagos e ilhas vizinhos. A cidade se manteve intacta durante e após a guerra. No entanto, os habitantes decidiram pela demolição da vila e construção do Harmon Field, um campo de ar da Força Aérea Americana. Em 1946, os moradores começaram a se deslocar para o local da nova vila de Dededo, localizada a quatro quilômetros e meio ao norte, em uma área anteriormente conhecida como Liguan. No local, a nova Igreja de Santa Bárbara foi construída em 1947.
Ao longo da década de 1950, Dededo continuou a ser uma comunidade bastante coesa, embora as pessoas começaram a afastar-se da agricultura como atividade profissional, já que havia diversas instalações militares em torno da Estação Naval Communications, da Harmon Air Base, da Base Aérea Naval Norte-Americana e da Base Aérea de Andersen. Foi também durante esses anos que vários trabalhadores das bases militares, que estavam sendo alojados em Camp Marbo, a leste da aldeia Dededo, passaram a instalar-se definitivamente na vila de Dededo, quando seus contratos trabalhistas expiraram.
Dededo sofreu grandes mudanças entre novembro de 1962 e 1963, quando os tufões Karen e Olive destruíram a maioria das casas na vila. A ajuda de emergência federal, assim como a ajuda humanitária internacional, resultou em uma recuperação econômica e considerável imigração de trabalhadores para preencher as necessidades da indústria da construção. O primeiro grande projeto habitacional em Dededo era composto por 1.500 casas, em meados dos anos 1960.
O próximo projeto habitacional foi concluído em 1970, sendo composto novamente por 1.500 unidades. Estas casas modernas atraíram habitantes de aldeias em toda a ilha de Guam, bem como famílias imigrantes filipinas, que instalaram-se definitivamente em Dededo. A partir de então, Dededo tem experimento um notável crescimento econômico e populacional, tornando-se o principal centro econômico, cultural e histórico das ilhas de Guam.

## Geografia
Dededo está localizado na parte central norte da ilha. Abrange uma área de cerca de 80 km², dos cerca de 540 km² do território de Guam. Situa-se a uma latitude 13,5178 e longitude 144,8391.

## Infraestrutura

### Educação

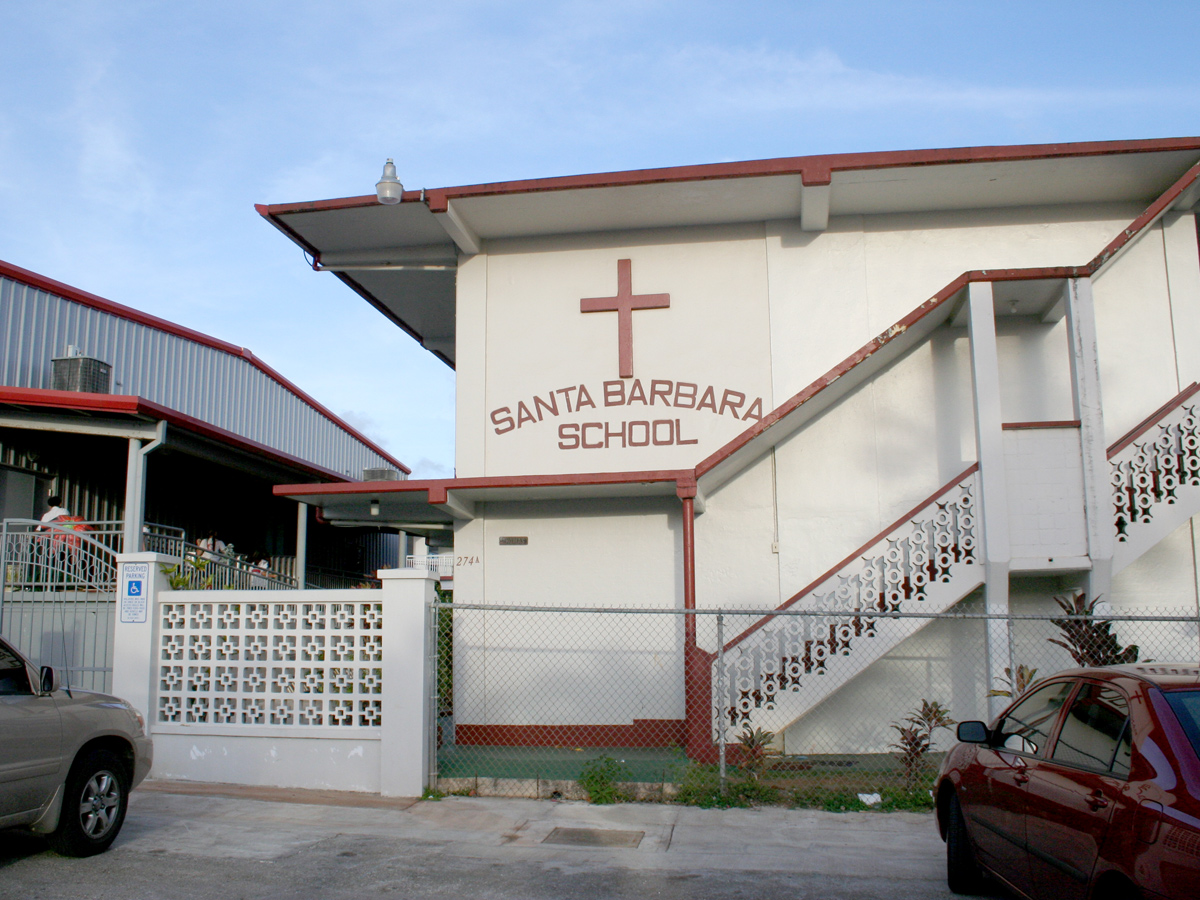
Vista da Santa Barbara School

A educação de Dededo está subordinada ao Sistema Público de Ensino que serve a ilha de Guam. O sistema está composto por escolas públicas, privadas e bibliotecas.
A vila tem sete escolas públicas de ensino fundamental: Adacao Elementary School (inaugurado em 02 setembro de 2009), Astumbo Elementary School, Finegayan Elementary School, Juan M. Guerrero Elementary School, Liguan Elementary School (inaugurado em 21 de agosto de 2008), Maria A. Ulloa Elementary School, Wettengel Elementary School, Vicente SA Benavente Middle School e Astumbo Middle School (inaugurado em 21 de agosto de 2008).